# メザニンファイナンス
メザニンファイナンスとは、エクイティ（普通株式）とデット（シニアローン・普通債券）の中間的性質をもつ金融手法のことである。メザニンは中二階の意味。

## 概要
メザニンファイナンスには、劣後ローン・劣後債、優先株式・種類株式、ハイブリッドファイナンスなどの種類がある。
いずれもシニアローン・普通債券（ローリスク・ローリターン）よりは返済順位が低い代わりにリターン（金利・利率・配当率）が高い一方、普通株式・ピュアエクイティ（ハイリスク・ハイリターン）よりは優先的に返済・支払・分配・配当が受けられる代わりにリターン（配当率）は低いため、ミドルリスク・ミドルリターンだと云える。
劣後ローン・劣後債
財務会計上は負債の扱いとなる。要件次第で、金融機関の自己資本規制比率や、金融機関の内部格付上で、自己資本の一部とみなせる。
優先株式・種類株式
財務会計上は資本の扱いとなる。普通株式より、優先的に配当を受けることができる一方、無議決権となっている場合が多い。
ハイブリッドファイナンス
劣後ローン・劣後債・優先株式等のうち、格付け機関により一定の資本認定を受けられるもののことを指す。